# Seymour (Wisconsin)
Seymour es una ciudad ubicada en el condado de Outagamie en el estado estadounidense de Wisconsin. En el Censo de 2010 tenía una población de 3.451 habitantes y una densidad poblacional de 498,48 personas por km².

## Geografía
Seymour se encuentra ubicada en las coordenadas 44°30′52″N 88°19′38″O / 44.51444, -88.32722. Según la Oficina del Censo de los Estados Unidos, Seymour tiene una superficie total de 6.92 km², de la cual 6.92 km² corresponden a tierra firme y (0.11%) 0.01 km² es agua.

## Demografía
Según el censo de 2010, había 3.451 personas residiendo en Seymour. La densidad de población era de 498,48 hab./km². De los 3.451 habitantes, Seymour estaba compuesto por el 94.35% blancos, el 0.29% eran afroamericanos, el 2.64% eran amerindios, el 0.17% eran asiáticos, el 0.03% eran isleños del Pacífico, el 0.7% eran de otras razas y el 1.83% pertenecían a dos o más razas. Del total de la población el 2.03% eran hispanos o latinos de cualquier raza.